# Pseudomeloe miniaceomaculatus
Pseudomeloe miniaceomaculatus là một loài bọ cánh cứng trong họ Meloidae. Loài này được Blanchard miêu tả khoa học năm 1846.